# Helina zimini
Helina zimini är en tvåvingeart som beskrevs av Lavciev 1971. Helina zimini ingår i släktet Helina och familjen husflugor. Inga underarter finns listade i Catalogue of Life.